# Eccellenza Campania 2018-2019
Il campionato italiano di calcio di Eccellenza regionale 2018-2019 è la ventottesima edizione del campionato di Eccellenza. Rappresenta il quinto livello del campionato italiano e il primo a livello regionale.
Di seguito sono raccolte le informazioni relative ai due gironi di Eccellenza organizzati dal Comitato Regionale Campania della Lega Nazionale Dilettanti nella stagione 2018-2019.

## Stagione
Il campionato di Eccellenza Campania è suddiviso in due gironi da sedici squadre ciascuno: il girone A comprende dodici società della città metropolitana di Napoli (area nord-occidentale) e quattro della provincia di Caserta, mentre il girone B è costituito da nove società della provincia di Salerno, da due della città metropolitana di Napoli (area sud-orientale) e da cinque della provincia di Avellino.
La competizione è suddivisa in due fasi: la stagione regolare e il post-campionato (play-off e play-out). Durante la prima fase in ciascun girone le squadre si affrontano in gare di andata e ritorno, per un totale di 30 incontri per squadra; vengono assegnati tre punti per la vittoria, uno per il pareggio e zero per la sconfitta. Al termine della stagione regolare la squadra che totalizza più punti nel proprio girone è ammessa alla Serie D, mentre la squadra che ne totalizza di meno nel proprio girone è retrocessa in Promozione. Nel caso in cui si verifichino le condizioni necessarie, le squadre classificate dal secondo al quinto posto di ciascun girone disputano i play-off, mentre quelle classificate dal quintultimo al penultimo posto di ciascun girone i play-out; al termine del post-campionato, la squadra vincitrice dei play-off del proprio girone è ammessa ai play-off nazionali, mentre le due squadre sconfitte nei play-out del proprio girone sono retrocesse in Promozione.
In particolare, se il distacco tra le squadre 2ª e 5ª classificata è pari o superiore a 10 punti, l’incontro di play-off non verrà disputato e la società 2ª classificata passerà al turno successivo.
Se il distacco tra le squadre 3ª e 4ª classificata è pari o superiore a 10 punti, l’incontro di play-off non verrà disputato e la società 3ª classificata passerà al turno successivo.
Se il distacco tra le squadre 2ª e 3ª classificata è pari o superiore a 10 punti, gli incontri di play-off non verranno disputati e la società 2ª classificata accederà direttamente alla fase successiva.
Se, poi, al termine del Campionato, ci fosse un caso di parità di punteggio tra due squadre, il titolo sportivo in competizione è assegnato mediante spareggio da effettuarsi sulla base di un'unica gara in campo neutro, con eventuali tempi supplementari e calci di rigore.
Per quanto riguarda le gare di play-off e play-out, in caso di parità di punteggio al termine di ognuna delle gare, si procederà alla disputa di due tempi supplementari di quindici minuti ciascuno, ma non dei tiri di rigore, poiché, in caso di parità di punteggio al termine dei supplementari, sarà considerata vincente la società in migliore posizione di classifica (anche a seguito della compilazione della cosiddetta classifica avulsa), a conclusione della stagione regolare.

## Girone A

### Squadre partecipanti
Di seguito sono riportate le società ed i rispettivi campi di gioco riguardanti il girone A.
| Club                           | Città                         | Stadio                                        | Stagione precedente          |
| ------------------------------ | ----------------------------- | --------------------------------------------- | ---------------------------- |
| C.S.D.S. Afro Napoli United    | Mugnano di Napoli (NA)        | Stadio Alberto Vallefuoco                     | 1º in Promozione Campania/B  |
| A.S.D. Albanova Calcio         | Casal di Principe (CE)        | Stadio Angelo Scalzone                        | 1º in Promozione Campania/A  |
| S.F. Aversa Normanna           | Aversa (CE)                   | Stadio Comunale (Trentola Ducenta)            | 16º in Serie D/H             |
| A.S. Barano Calcio             | Barano d'Ischia (NA)          | Stadio Don Luigi Di Iorio                     | 13º in Eccellenza Campania/B |
| A.S.D. Casoria Calcio 1979     | Casoria (NA)                  | Stadio Vittorio Papa (Cardito)                | 4º in Eccellenza Campania/A  |
| A.S.D. Flegrea                 | Bacoli (NA)                   | Stadio Tony Chiovato                          | 6º in Eccellenza Campania/A  |
| A.S.D. Frattamaggiore Calcio   | Frattamaggiore (NA)           | Stadio Pasquale Ianniello                     | 5º in Eccellenza Campania/A  |
| A.S.D. F.C. Giugliano 1928     | Giugliano in Campania (NA)    | Stadio Alberto Vallefuoco (Mugnano di Napoli) | 11º in Eccellenza Campania/A |
| A.S.D. Gladiator 1924          | Santa Maria Capua Vetere (CE) | Stadio Mario Piccirillo                       | 8º in Promozione Campania/A  |
| A.S.D. Mondragone              | Mondragone (CE)               | Stadio Salvatore Gregorio Conte               | 9º in Eccellenza Campania/A  |
| A.S.D. Sporting Puteolana 1902 | Pozzuoli (NA)                 | Stadio Domenico Conte                         | 3º in Eccellenza Campania/A  |
| A.S.D. Real Forio 2014         | Forio (NA)                    | Stadio Salvatore Calise                       | 12º in Eccellenza Campania/A |
| A.S.D. San Giorgio 1926        | San Giorgio a Cremano (NA)    | Stadio Raffaele Paudice                       | 7º in Eccellenza Campania/A  |
| A.S.D. Virtus Ottaviano        | Ottaviano (NA)                | Stadio Comunale                               | 2º in Promozione Campania/B  |
| A.S.D. Virtus Volla            | Volla (NA)                    | Stadio Paolo Borsellino                       | 10º in Eccellenza Campania/A |
| A.S.D. Vis Afragolese 1944     | Afragola (NA)                 | Stadio Luigi Moccia                           | 2º in Eccellenza Campania/A  |

### Classifica
|  | Pos. | Squadra            | Pt | G  | V  | N  | P  | GF | GS | DR  |
|  | ---- | ------------------ | -- | -- | -- | -- | -- | -- | -- | --- |
|  | 1.   | Giugliano          | 70 | 30 | 21 | 7  | 2  | 70 | 22 | 48  |
|  | 2.   | Frattamaggiore     | 70 | 30 | 21 | 7  | 2  | 57 | 16 | 41  |
|  | 3.   | Vis Afragolese     | 65 | 30 | 19 | 8  | 3  | 51 | 18 | 33  |
|  | 4.   | Gladiator          | 57 | 30 | 17 | 6  | 7  | 53 | 27 | 26  |
|  | 5.   | Afro Napoli United | 55 | 30 | 15 | 10 | 5  | 63 | 29 | 34  |
|  | 6.   | Albanova           | 49 | 30 | 14 | 7  | 9  | 52 | 31 | 21  |
|  | 7.   | Casoria            | 47 | 30 | 14 | 5  | 11 | 44 | 39 | 5   |
|  | 8.   | Virtus Volla       | 39 | 30 | 11 | 6  | 13 | 48 | 52 | -4  |
|  | 9.   | Mondragone         | 35 | 30 | 9  | 9  | 12 | 29 | 36 | -7  |
|  | 10.  | San Giorgio        | 34 | 30 | 7  | 13 | 10 | 33 | 37 | -4  |
|  | 11.  | Flegrea            | 31 | 30 | 7  | 10 | 13 | 33 | 49 | -16 |
|  | 12.  | Real Forio         | 29 | 30 | 7  | 8  | 15 | 39 | 51 | -12 |
|  | 13.  | Puteolana 1902     | 29 | 30 | 7  | 8  | 15 | 32 | 51 | -19 |
|  | 14.  | Barano Calcio      | 27 | 30 | 7  | 6  | 17 | 31 | 53 | -22 |
|  | 15.  | Virtus Ottaviano   | 12 | 30 | 2  | 6  | 22 | 23 | 74 | -51 |
|  | 16.  | Aversa Normanna    | 9  | 30 | 2  | 4  | 24 | 21 | 94 | -73 |

Legenda:

      Promossa in Serie D 2019-2020.

      Ammessa ai play-off nazionali.

      Retrocessa in Promozione 2019-2020.

Regolamento:
Tre punti a vittoria, uno a pareggio, zero a sconfitta.
Note:
Mondragone ha scontato 1 punto di penalizzazione.
Aversa Normanna ha scontato 1 punto di penalizzazione.

### Risultati

#### Tabellone
Ogni riga indica i risultati casalinghi della squadra segnata a inizio della riga, contro le squadre segnate colonna per colonna (che invece avranno giocato l'incontro in trasferta). Al contrario, leggendo la colonna di una squadra si avranno i risultati ottenuti dalla stessa in trasferta, contro le squadre segnate in ogni riga, che invece avranno giocato l'incontro in casa.
|                         | Afr  | Alb  | AvN  | Bar  | Cas  | Fle  | Fra  | Giu  | Gla  | Mon  | Put  | RFo  | SaG  | ViO  | ViV  | Vis  |
| ----------------------- | ---- | ---- | ---- | ---- | ---- | ---- | ---- | ---- | ---- | ---- | ---- | ---- | ---- | ---- | ---- | ---- |
| Afro Napoli United      | –––– | 1-1  | 6-0  | 3-0  | 3-1  | 1-1  | 2-2  | 0-2  | 2-0  | 2-2  | 2-0  | 3-1  | 4-1  | 6-0  | 0-3  | 2-1  |
| Albanova                | 3-2  | –––– | 2-2  | 2-2  | 1-2  | 2-0  | 0-1  | 2-1  | 0-3  | 2-0  | 5-0  | 3-1  | 4-1  | 1-0  | 1-1  | 0-1  |
| Aversa Normanna         | 0-6  | 0-6  | –––– | 0-3  | 0-4  | 1-1  | 0-4  | 2-9  | 1-2  | 1-2  | 1-0  | 1-2  | 0-4  | 4-2  | 1-7  | 0-6  |
| Barano                  | 0-2  | 0-2  | 2-1  | –––– | 0-1  | 2-0  | 0-2  | 1-4  | 2-2  | 4-1  | 2-0  | 0-2  | 1-1  | 4-1  | 1-2  | 0-1  |
| Casoria                 | 2-1  | 0-3  | 4-0  | 2-1  | –––– | 1-0  | 2-2  | 1-1  | 2-1  | 2-1  | 4-1  | 0-0  | 0-1  | 3-1  | 0-3  | 1-2  |
| Flegrea                 | 0-0  | 1-1  | 4-0  | 5-1  | 1-2  | –––– | 4-2  | 0-5  | 2-2  | 0-4  | 1-0  | 2-1  | 0-0  | 2-2  | 2-0  | 0-1  |
| Frattamaggiore          | 0-0  | 1-0  | 1-0  | 2-0  | 2-0  | 2-0  | –––– | 0-0  | 2-1  | 3-0  | 1-0  | 3-1  | 3-0  | 4-0  | 4-1  | 1-0  |
| Giugliano               | 1-0  | 1-0  | 4-1  | 3-0  | 2-0  | 3-0  | 1-1  | –––– | 3-1  | 3-0  | 1-0  | 2-0  | 1-1  | 4-1  | 2-0  | 0-0  |
| Gladiator               | 2-2  | 0-1  | 2-1  | 2-0  | 0-2  | 2-0  | 0-0  | 0-0  | –––– | 4-0  | 4-0  | 3-1  | 2-0  | 6-1  | 2-1  | 0-1  |
| Mondragone              | 1-1  | 1-0  | 1-1  | 3-0  | 1-1  | 0-0  | 0-1  | 0-2  | 0-1  | –––– | 1-0  | 2-0  | 1-1  | 1-0  | 0-1  | 0-0  |
| Sporting Puteolana 1902 | 1-2  | 2-2  | 4-2  | 1-1  | 5-4  | 0-0  | 1-0  | 2-2  | 0-1  | 0-2  | –––– | 2-2  | 2-0  | 1-0  | 1-1  | 1-1  |
| Real Forio              | 0-2  | 2-1  | 3-0  | 3-0  | 0-1  | 2-2  | 0-3  | 2-3  | 1-2  | 2-1  | 1-1  | –––– | 2-2  | 0-1  | 2-2  | 2-2  |
| San Giorgio 1926        | 1-1  | 0-1  | 4-1  | 2-2  | 3-1  | 2-0  | 0-1  | 3-1  | 0-1  | 1-1  | 3-1  | 0-0  | –––– | 1-1  | 0-0  | 0-0  |
| Virtus Ottaviano        | 0-2  | 1-3  | 0-0  | 0-1  | 1-1  | 2-1  | 1-4  | 2-5  | 0-2  | 1-1  | 1-2  | 0-4  | 1-1  | –––– | 1-3  | 0-1  |
| Virtus Volla            | 1-6  | 2-2  | 1-0  | 1-1  | 1-0  | 2-4  | 1-4  | 1-2  | 0-3  | 0-2  | 1-3  | 5-1  | 3-0  | 3-2  | –––– | 1-3  |
| Vis Afragolese 1944     | 2-2  | 2-1  | 1-0  | 2-0  | 1-0  | 6-0  | 1-1  | 1-2  | 2-2  | 2-0  | 3-1  | 2-1  | 1-0  | 3-0  | 2-0  | –––– |

### Spareggi

#### Spareggio Promozione diretta
Disputata in campo neutro.
|                | Risultati      |           | Luogo e data                                       |
| -------------- | -------------- | --------- | -------------------------------------------------- |
| Frattamaggiore | 0 - 2 (d.t.s.) | Giugliano | Castellammare di Stabia, 28 aprile 2019, ore 16:00 |
|                |                |           |                                                    |

#### Play-off
- Frattamaggiore qualificato direttamente alla finale regionale per aver accumulato un distacco pari o superiore a 10 punti sulla quinta classificata Afro Napoli United.

##### Tabellone
|  | Semifinali | Semifinali     | Semifinali     |           |   | Finale | Finale | Finale |  |
|  |            |                |                |           |   |        |        |        |  |
|  | 2          |                |                |           |   |        |        |        |  |
|  |            |                |                |           |   |        |        |        |  |
|  |            |                |                |           |   |        |        |        |  |
|  |            | 2              | Frattamaggiore | 0         |   |        |        |        |  |
|  |            |                |                | 0         |   |        |        |        |  |
|  |            |                | 4              | Gladiator | 1 |        |        |        |  |
|  | 3          | Vis Afragolese | 4              | Gladiator | 1 | 0      |        |        |  |
|  | 3          | Vis Afragolese |                |           |   |        |        |        |  |
|  | 4          | Gladiator      | 1              |           |   |        |        |        |  |

##### Semifinale
| Vis Afragolese | 0 - 1 | Gladiator | Afragola, 28 aprile 2019, ore 16:30 |  |  |  |  |

##### Finale
|                | Risultati |           | Luogo e data                             |
| -------------- | --------- | --------- | ---------------------------------------- |
| Frattamaggiore | 0 - 1     | Gladiator | Frattamaggiore, 5 maggio 2019, ore 16:30 |
|                |           |           |                                          |

#### Play-out
- Virtus Ottaviano retrocede direttamente in Promozione per aver accumulato un distacco pari o superiore a 10 punti rispetto alla 12ª classificata Real Forio.

|                         | Risultati |        | Luogo e data                        |
| ----------------------- | --------- | ------ | ----------------------------------- |
| Sporting Puteolana 1902 | 1 - 0     | Barano | Pozzuoli, 28 aprile 2019, ore 16:30 |
|                         |           |        |                                     |

## Girone B

### Squadre partecipanti
Di seguito sono riportate le società ed i rispettivi campi di gioco riguardanti il girone B.
| Club                                 | Città                     | Stadio                                       | Stagione 2017-2018           |
| ------------------------------------ | ------------------------- | -------------------------------------------- | ---------------------------- |
| U.S. Agropoli 1921                   | Agropoli (SA)             | Stadio Raffaele Guariglia                    | 2º in Eccellenza Campania/B  |
| A.S.D. Audax Cervinara Calcio        | Cervinara (AV)            | Stadio Canada-Roberto Cioffi                 | 3º in Eccellenza Campania/B  |
| F.C.D. Battipagliese 1929            | Battipaglia (SA)          | Stadio Luigi Pastena                         | 13º in Eccellenza Campania/B |
| A.S.D. Castel San Giorgio Calcio     | Castel San Giorgio (SA)   | Stadio Domenico Sessa                        | 8º in Eccellenza Campania/B  |
| A.S.D. F.C. Costa D'Amalfi           | Amalfi (SA) e Maiori (SA) | Stadio San Martino (Maiori)                  | 10º in Eccellenza Campania/B |
| S.S.D. Eclanese 1932 Calcio          | Mirabella Eclano (AV)     | Stadio Raffaele Ambrosini (Venticano)        | 11º in Eccellenza Campania/B |
| A.S.D. U.S. Faiano 1965              | Pontecagnano Faiano (SA)  | Stadio 23 giugno 1978                        | 15º in Eccellenza Campania/B |
| A.S.D. Scafatese Calcio 1922         | Scafati (SA)              | Stadio Vigilante Varone (Sant'Antonio Abate) | 1º in Promozione Campania/D  |
| U.S.D. Palmese                       | Palma Campania (NA)       | Stadio Comunale                              | 7º in Eccellenza Campania/B  |
| A.S.D. Pol. Santa Maria Cilento 1932 | Castellabate (SA)         | Stadio Antonio Carrano                       | 3º in Promozione Campania/D  |
| A.S.D. San Vito Positano             | Positano (SA)             | Stadio Vittorio De Sica                      | 12º in Eccellenza Campania/B |
| A.S.D. Football Club Sant'Agnello    | Sant'Agnello (NA)         | Stadio Comunale                              | 16º in Eccellenza Campania/B |
| A.S.D. Solofra Calcio                | Solofra (AV)              | Stadio Modestino De Cicco (Pratola Serra)    | 9º in Eccellenza Campania/B  |
| A.C.D. San Tommaso Calcio            | Avellino                  | Stadio Modestino De Cicco (Pratola Serra)    | 1º in Promozione Campania/C  |
| A.S.D. Valdiano                      | Teggiano (SA)             | Stadio Antonio Vertucci                      | 6º in Eccellenza Campania/B  |
| U.S.D. Virtus Avellino 2013          | Avellino                  | Stadio Comunale (San Michele di Serino)      | 5º in Eccellenza Campania/B  |

### Classifica
|  | Pos. | Squadra                  | Pt | G  | V  | N  | P  | GF | GS | DR  |
|  | ---- | ------------------------ | -- | -- | -- | -- | -- | -- | -- | --- |
|  | 1.   | San Tommaso              | 59 | 30 | 17 | 8  | 5  | 50 | 33 | +17 |
|  | 2.   | Agropoli                 | 57 | 30 | 18 | 3  | 9  | 47 | 28 | +19 |
|  | 3.   | Audax Cervinara          | 56 | 30 | 16 | 8  | 6  | 53 | 36 | +17 |
|  | 4.   | Pol. Santa Maria Cilento | 55 | 30 | 16 | 7  | 7  | 44 | 24 | +20 |
|  | 5.   | Costa D'Amalfi           | 53 | 30 | 14 | 11 | 5  | 45 | 26 | +19 |
|  | 6.   | Eclanese                 | 50 | 30 | 14 | 8  | 8  | 45 | 32 | +13 |
|  | 7.   | Castel San Giorgio       | 45 | 30 | 14 | 3  | 13 | 61 | 52 | +9  |
|  | 8.   | Virtus Avellino          | 42 | 30 | 11 | 9  | 10 | 32 | 29 | +3  |
|  | 9.   | Sant'Agnello             | 40 | 30 | 10 | 10 | 10 | 41 | 38 | +3  |
|  | 10.  | Battipagliese            | 36 | 30 | 10 | 6  | 14 | 38 | 52 | -14 |
|  | 11.  | Palmese                  | 36 | 30 | 9  | 9  | 12 | 42 | 54 | -12 |
|  | 12.  | Scafatese                | 34 | 30 | 9  | 7  | 14 | 39 | 50 | -11 |
|  | 13.  | Faiano                   | 27 | 30 | 6  | 9  | 15 | 31 | 46 | -15 |
|  | 14.  | Valdiano                 | 26 | 30 | 7  | 5  | 18 | 32 | 53 | -21 |
|  | 15.  | San Vito Positano        | 26 | 30 | 7  | 5  | 18 | 34 | 51 | -17 |
|  | 16.  | Solofra                  | 21 | 30 | 5  | 6  | 19 | 33 | 63 | -30 |

Legenda:

      Promossa in Serie D 2019-2020.
      Ammessa ai play-off nazionali.
      Retrocessa in Promozione 2019-2020.
Note:

Tre punti a vittoria, uno a pareggio, zero a sconfitta.

### Risultati

#### Tabellone
|                          | Agr  | AuC  | Bat  | Cas  | Cos  | Ecl  | Fai  | Pal  | Pol  | Pos  | SAg  | Sca  | Sol  | SaT  | Val  | VAv  |
| ------------------------ | ---- | ---- | ---- | ---- | ---- | ---- | ---- | ---- | ---- | ---- | ---- | ---- | ---- | ---- | ---- | ---- |
| Agropoli                 | –––– | 1-0  | 1-0  | 1-0  | 0-1  | 1-2  | 3-0  | 4-1  | 1-0  | 1-0  | 2-0  | 3-0  | 1-1  | 2-1  | 0-1  | 1-0  |
| Audax Cervinara          | 0-0  | –––– | 2-1  | 2-1  | 2-2  | 2-1  | 2-1  | 3-1  | 2-1  | 2-0  | 3-1  | 3-1  | 2-0  | 2-0  | 2-1  | 0-0  |
| Battipagliese            | 2-1  | 0-3  | –––– | 0-4  | 1-4  | 1-0  | 2-2  | 3-2  | 1-3  | 1-0  | 1-2  | 1-0  | 2-2  | 1-1  | 5-1  | 1-1  |
| Castel San Giorgio       | 5-4  | 2-1  | 0-1  | –––– | 1-2  | 2-0  | 3-2  | 1-1  | 3-2  | 2-3  | 0-1  | 3-1  | 3-2  | 0-3  | 3-2  | 3-1  |
| Costa d'Amalfi           | 2-1  | 2-2  | 0-1  | 1-1  | –––– | 2-0  | 0-0  | 4-0  | 1-1  | 2-2  | 1-1  | 1-1  | 2-0  | 0-1  | 2-1  | 1-0  |
| Eclanese                 | 5-2  | 1-0  | 3-1  | 2-1  | 0-0  | –––– | 1-1  | 2-0  | 0-0  | 2-0  | 3-1  | 6-0  | 1-0  | 0-0  | 2-1  | 0-0  |
| Faiano                   | 1-1  | 2-2  | 0-2  | 2-0  | 0-1  | 1-3  | –––– | 3-0  | 0-3  | 2-1  | 1-3  | 1-0  | 0-1  | 3-2  | 1-1  | 0-0  |
| Palmese                  | 1-3  | 2-5  | 2-2  | 1-3  | 0-0  | 0-0  | 3-1  | –––– | 0-2  | 3-2  | 1-1  | 4-2  | 1-0  | 3-3  | 3-0  | 4-1  |
| Polisportiva Santa Maria | 0-1  | 3-0  | 2-0  | 4-1  | 1-3  | 3-2  | 1-1  | 1-0  | –––– | 2-1  | 1-0  | 2-0  | 1-1  | 3-1  | 2-0  | 0-0  |
| San Vito Positano        | 0-1  | 1-2  | 2-1  | 3-2  | 1-0  | 3-2  | 0-0  | 1-2  | 0-1  | –––– | 1-1  | 0-0  | 2-1  | 0-1  | 1-0  | 0-2  |
| Sant'Agnello             | 0-1  | 1-1  | 0-0  | 1-2  | 2-1  | 0-0  | 3-2  | 0-0  | 1-1  | 5-2  | –––– | 0-0  | 2-1  | 0-2  | 2-1  | 0-1  |
| Scafatese                | 0-2  | 4-2  | 2-0  | 3-2  | 1-2  | 3-0  | 4-2  | 2-2  | 0-0  | 2-2  | 4-2  | –––– | 4-3  | 1-2  | 3-1  | 1-0  |
| Solofra                  | 0-4  | 2-1  | 0-4  | 2-5  | 0-3  | 3-1  | 1-0  | 1-2  | 1-2  | 4-3  | 2-7  | 0-0  | –––– | 0-1  | 1-2  | 1-2  |
| San Tommaso              | 1-0  | 2-2  | 2-1  | 3-1  | 2-2  | 2-2  | 2-1  | 2-0  | 2-1  | 3-2  | 1-1  | 2-0  | 1-1  | –––– | 2-1  | 2-1  |
| Valdiano                 | 2-4  | 1-1  | 3-0  | 0-6  | 1-2  | 2-3  | 0-1  | 1-1  | 0-1  | 3-1  | 1-0  | 1-0  | 3-1  | 0-2  | –––– | 0-0  |
| Virtus Avellino          | 2-0  | 1-2  | 7-2  | 1-1  | 2-1  | 0-1  | 1-0  | 1-2  | 1-0  | 1-0  | 1-3  | 1-0  | 1-1  | 2-1  | 1-1  | –––– |

### Spareggi

#### Play-off

##### Tabellone
|  | Semifinali | Semifinali               | Semifinali |                 |   | Finale   | Finale | Finale |  |
|  |            |                          |            |                 |   |          |        |        |  |
|  | 2          | Agropoli                 | 1          |                 |   |          |        |        |  |
|  | 2          | Agropoli                 | 1          |                 |   |          |        |        |  |
|  | 5          | Costa D'Amalfi           | 0          |                 |   |          |        |        |  |
|  | 5          | Costa D'Amalfi           | 0          |                 | 2 | Agropoli | 1      |        |  |
|  |            |                          |            |                 | 2 | Agropoli | 1      |        |  |
|  |            |                          | 3          | Audax Cervinara | 0 |          |        |        |  |
|  | 3          | Audax Cervinara          | 3          | Audax Cervinara | 0 | 2        |        |        |  |
|  | 3          | Audax Cervinara          |            |                 |   |          |        |        |  |
|  | 4          | Pol. Santa Maria Cilento | 0          |                 |   |          |        |        |  |

##### Semifinale
| Agropoli | 1-0 | Costa D'Amalfi | Agropoli, 28 aprile 2019, ore 17:00 |  |  |  |  |

| Audax Cervinara | 2-0 | Pol. Santa Maria Cilento | Cervinara, 28 aprile 2019, ore 16:30 |  |  |  |  |

##### Finale
|          | Risultati |                 | Luogo e data                       |
| -------- | --------- | --------------- | ---------------------------------- |
| Agropoli | 1-0       | Audax Cervinara | Agropoli, 5 maggio 2019, ore 16:30 |
|          |           |                 |                                    |

#### Play-out
|           | Risultati |                   | Luogo e data                                   |
| --------- | --------- | ----------------- | ---------------------------------------------- |
| Scafatese | 2 - 1     | San Vito Positano | Sant'Antonio Abate, 27 aprile 2019, ore 16:30  |
| Faiano    | 2 - 2     | Valdiano          | Pontecagnano Faiano, 28 aprile 2019, ore 16:30 |
|           |           |                   |                                                |

## Play out aggiuntivi
Preso atto che dai tre gironi (G, H e I) del Campionato Nazionale di Serie D 2018/2019 erano retrocesse numerose squadre campane, per evitare eccedenze dell’organico del Campionato Regionale d’Eccellenza 2019/2020, si è resa necessaria la disputa di play out aggiuntivi per determinare ulteriori retrocessioni.
Tali play out, probabilmente, non avranno conseguenze in quanto si prevede una riforma che incrementa il numero di squadre del campionato di Eccellenza Campania.

### Primo turno
In caso di parità di punteggio al termine di ognuna delle gare innanzi indicate, si procederà alla disputa dei due tempi supplementari di quindici minuti ciascuno, ma non dei tiri di rigore.
Nell’ipotesi di mancata promozione delle squadre campane partecipanti ai play off nazionali, una o due società perdenti le rispettive gare come innanzi indicato retrocederanno al Campionato di Promozione 2019/2020.
|            | Risultati |           | Luogo e data                              |
| ---------- | --------- | --------- | ----------------------------------------- |
| Real Forio | 2 - 1     | Puteolana | Forio d'Ischia, 25 maggio 2019, ore 16:30 |
|            |           |           |                                           |

|           | Risultati      |        | Luogo e data                                  |
| --------- | -------------- | ------ | --------------------------------------------- |
| Scafatese | 0 - 0 (d.t.s.) | Faiano | Sant'Antonio Abate, 25 maggio 2019, ore 16:30 |
|           |                |        |                                               |

### Secondo turno
|           | Risultati |        | Luogo e data                    |
| --------- | --------- | ------ | ------------------------------- |
| Puteolana | 0 - 1     | Faiano | Angri, 1 giugno 2019, ore 16:30 |
|           |           |        |                                 |

Spareggio che poi si è rivelato inutile, in quanto entrambe le squadre retrocedono a causa della mancata vittoria delle squadre campane ai play off nazionali per la Serie D. Salvo poi, con una riforma della LND Campania, essere incluse entrambe le squadre al campionato regionale di Eccellenza 2019/2020 grazie all'allargamento ai gironi a 18 squadre.